# Ka-Ching!
"Ka-Ching!" er en sang af den canadiske countrysangerinde Shania Twain fra 2003. Det er den anden single fra hendes fjerde studiealbum, Up! (2002). Sangen er skrevet af Robert John "Mutt" Lange og Shania Twain. "Ka-Ching!" var den anden udgivelse i Europa og Centralamerika efter "I'm Gonna Getcha Good!". "Ka-Ching!" blev en af Twains mest succesfulde singler i Europa. Sangen handler om forbrugerkulturen i USA, der boomede i 1990'erne og 2000'erne. Linjen "all we ever want is more" ("alt vi vil have er mere") er sangens gennemgående tema.

## Spor
De store single-udgivelser af "Ka-Ching!" inkluderer disse formater og spor.
| - CD maxi - Europa 1. "Ka-Ching!" (Red) — 3:20 2. "Ka-Ching!" (Sowatt Hip Hop Mix) — 3:22 3. "Ka-Ching!" (Sowatt Extended Lounge Mix) — 9:09 4. "I'm Gonna Getcha Good!" (Sowatt Dance Mix) — 4:32 - CD single - UK - Part 1 1. "Ka-Ching!" (Red Version) — 3:20 2. "Ka-Ching!" (the Simon & Diamond Bhangra Version) — 4:36 3. "I'm Holding on to Love (to Save My Life)" (Live) — 3:27 - CD single - UK - Part 2 1. "Ka-Ching! 2. "You're Still The One" 3. Enhanced: "I'm Gonna Getcha Good!" - Music Video | - CD single - France 1. "Ka-Ching!" (Red) — 3:20 2. "I'm Gonna Getcha Good!" (Sowatt Extended Dance Mix) — 7:57 - CD maxi - France 1. "Ka-Ching!" (Red Version) — 3:20 2. "You're Still the One" (Live) — 3:21 3. "I'm Holding on to Love (to Save My Life)" (Live) — 3:30 4. "Ka-Ching!" (the Simon & Diamond Bhangra Mix) — 4:36 |

### Official versions
"Ka-Ching!" er en af de sange, som Twain har indspillet i flere forskellige genre. Den primære "Red" version er en upbeat rytmisk sang med mellemøstlig indflydelse. "Green"-versionen er mere countryinspireret, og de "Blue"-version er mere verdensmusik-præget. Der er lavet remixversioner i Hip hop-, Lounge- og Bhangra-versioner.
- Red Album Version (3:20)
- Green Album Version (3:20)
- Blue Album Version (3:33)
- Sowatt Hip Hop Mix (3:22)
- Sowatt Extended Lounge Mix (9:09)
- The Simon & Diamond Bhangra Mix (4:36)
- Live from Chicago (3:41)

## Hitlister
| Hitliste (2003)                                  | Højeste hitlisteplacering |
| ------------------------------------------------ | ------------------------- |
| Østrig (Ö3 Austria Top 40)                       | 2                         |
| Belgien (Ultratip Flanderen)                     | 6                         |
| Belgien (Ultratop 50 Vallonien)                  | 31                        |
| Danmark Airplay (Tracklisten)                    | 17                        |
| Europe (European Hot 100 Singles)                | 2                         |
| Frankrig (SNEP)                                  | 15                        |
| Tyskland (Official German Charts)                | 3                         |
| Ungarn (Rádiós Top 40)                           | 2                         |
| Irland (IRMA)                                    | 27                        |
| Italien (FIMI)                                   | 38                        |
| Holland (Dutch Top 40)                           | 15                        |
| Holland (Single Top 100)                         | 11                        |
| Norge (VG-lista)                                 | 15                        |
| Poland (National Airplay Chart)                  | 3                         |
| Portugal (AFP)                                   | 1                         |
| Romania (Romanian Top 100)                       | 2                         |
| Skotland (Official Charts Company)               | 8                         |
| Spain (Radio Top 40)                             | 18                        |
| Sverige (Sverigetopplistan)                      | 17                        |
| Schweiz (Schweizer Hitparade)                    | 2                         |
| Storbritannien Singles (Official Charts Company) | 8                         |

| Hitliste (2003)                      | Placering |
| ------------------------------------ | --------- |
| Austria (Ö3 Austria Top 40)          | 14        |
| France (SNEP)                        | 95        |
| Germany (Official German Charts)     | 20        |
| Netherlands (Dutch Top 40)           | 92        |
| Netherlands (Single Top 100)         | 69        |
| Sweden (Sverigetopplistan)           | 75        |
| Switzerland (Schweizer Hitparade)    | 17        |
| UK Singles (Official Charts Company) | 133       |
| Hitliste (2004)                      | Placering |
| Hungary (Rádiós Top 40)              | 17        |